# Państwowy Instytut Robót Ręcznych

Znak graficzny warszawskiego PIRR-u

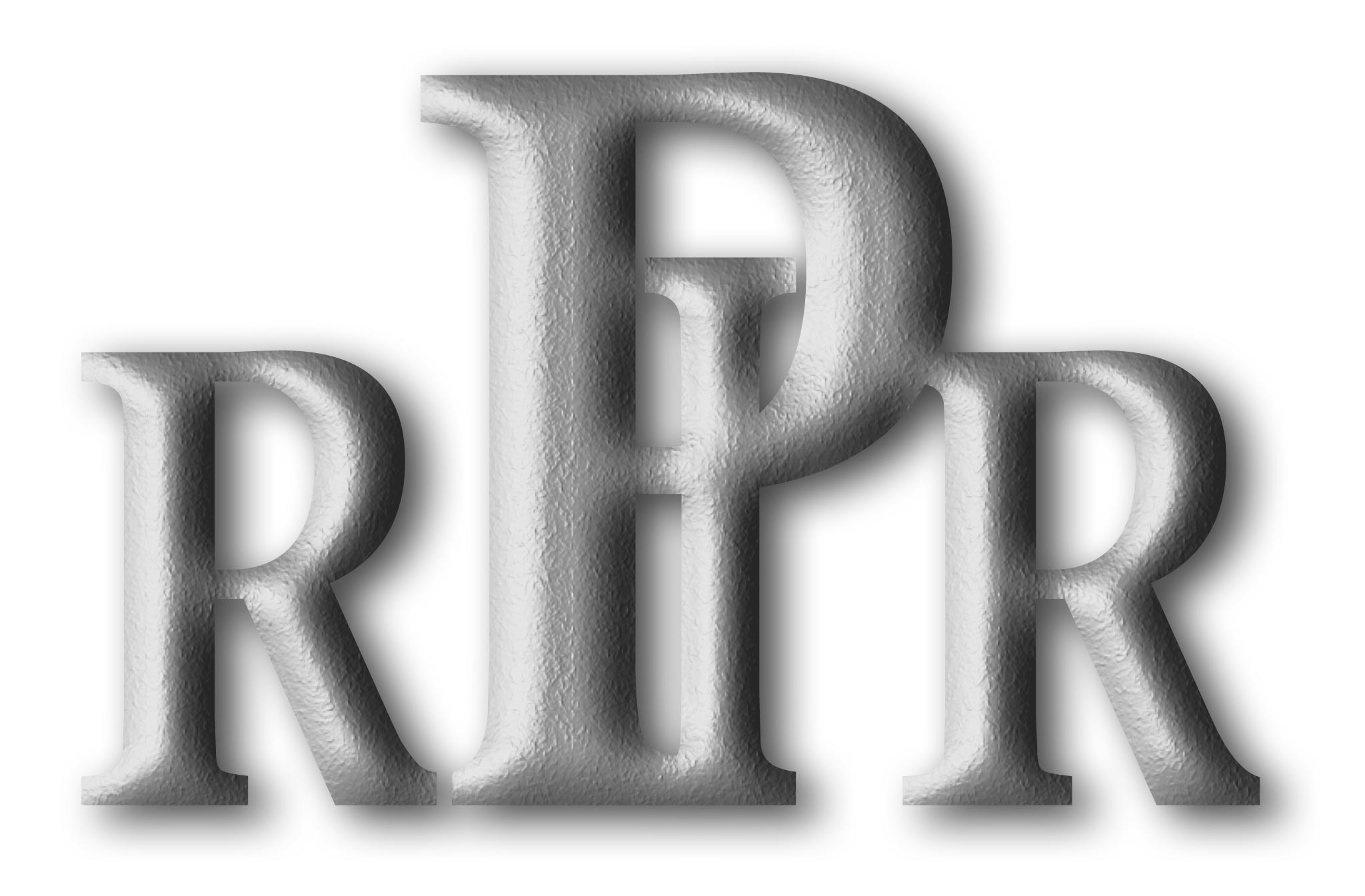
Znak graficzny bielskiego PIRR-u

Państwowy Instytut Robót Ręcznych (PIRR) – instytucja kształcenia nauczycieli powstała na bazie kursów organizowanych od 1915 roku w Szkole Rzemieślniczej im. Karola Szlenkiera ufundowanej przez rodzinę Szlenkierów. Założycielem kursów, a później Instytutu, dzięki wsparciu rodziny Szlenkierów, był jego pierwszy dyrektor inż. Władysław Przanowski. Siedziba mieściła się w Warszawie przy ul. Górczewskiej 8, a po II wojnie światowej w Łodzi i Bielsku. Instytut istniał do 1950 r.

## Działalność

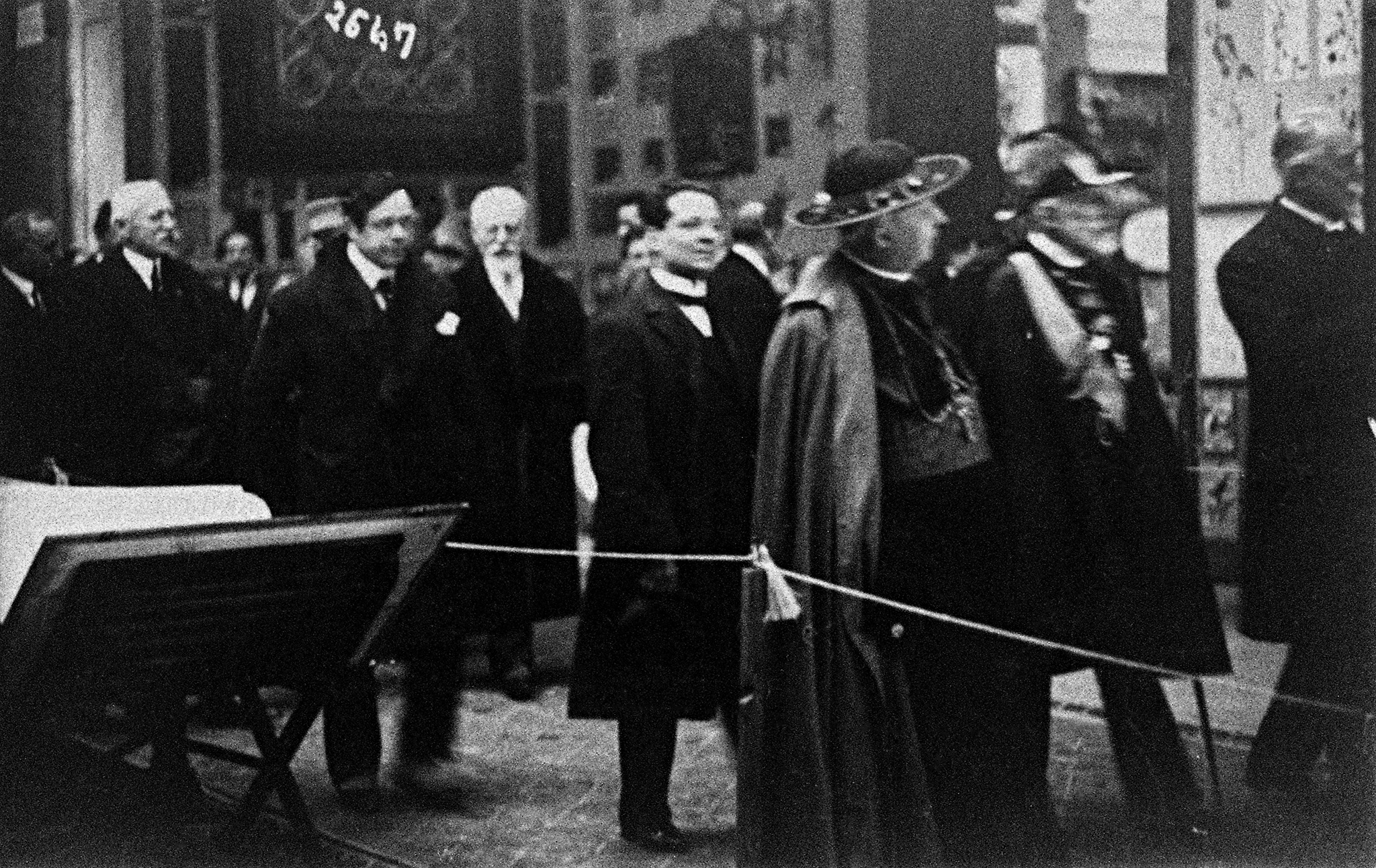
Międzynarodowa wystawa prac plastycznych we Florencji

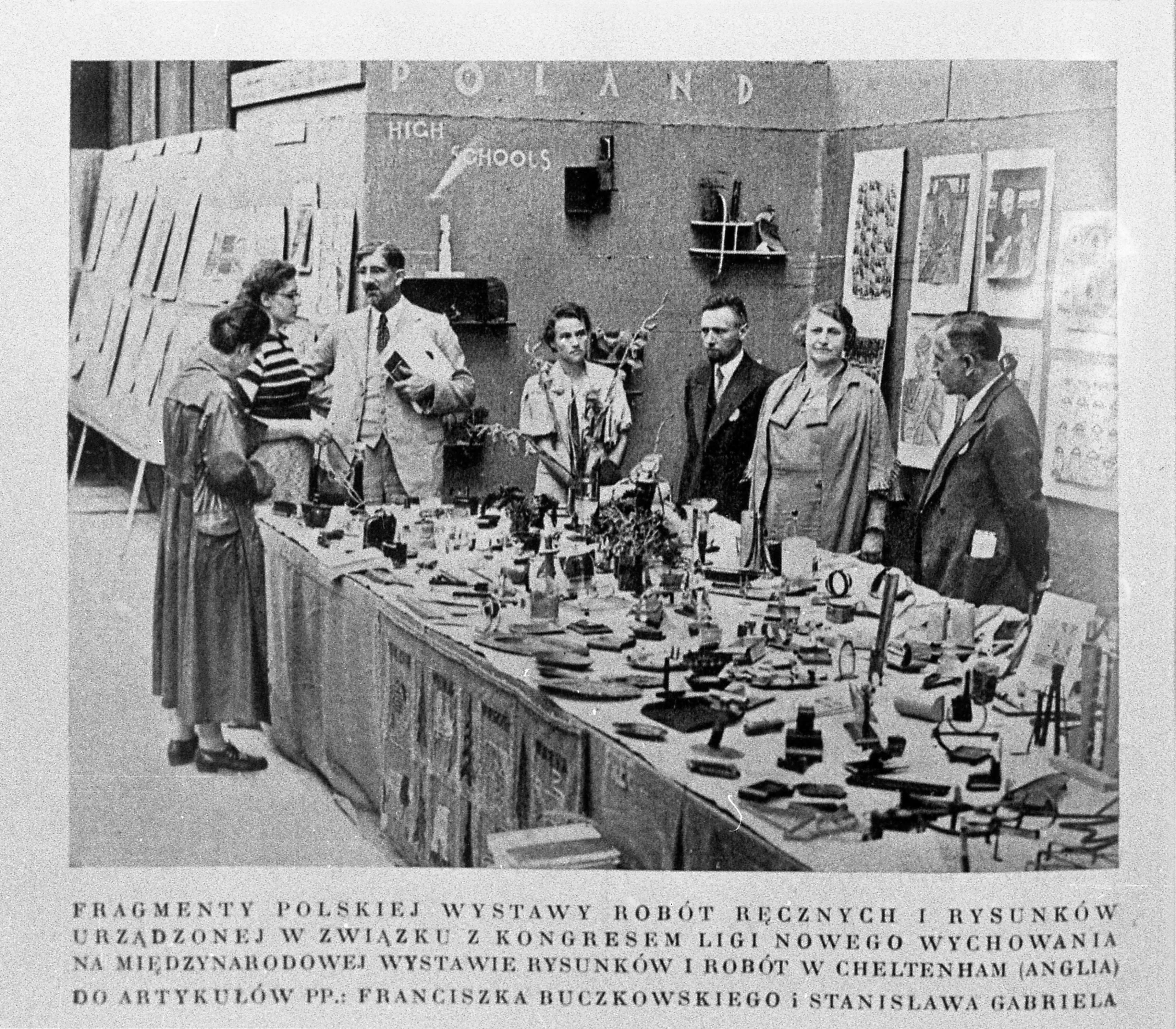
Fragment polskiej wystawy robót ręcznych i rysunku urządzonej w związku z Kongresem Ligi Nowego Wychowania na międzynarodowej wystawie rysunków i robót ręcznych w Cheltenham (Anglia)

Po I wojnie światowej do polskich szkół wprowadzono nowy przedmiot nauczania: „roboty ręczne”. PIRR został powołany do kształcenia nauczycieli tego przedmiotu. Nauczyciel "robót" uświadamiał uczniom naturalne powiązanie pomiędzy pracą umysłu i pracą rąk, poprzez takie zorganizowanie ćwiczeń, aby uczniowie wykonując różne przedmioty (od najprostszych do bardziej złożonych) mogli realizować różnorodne pomysły, jednocześnie zwracając uwagę na dokładność, estetykę wykonania oraz właściwą organizację pracy (współczesna metoda projektów). W Instytucie zdobywali kwalifikacje nauczyciele przedmiotu "prace ręczne" dla wszystkich typów placówek oświaty oraz seminariów nauczycielskich. Nauka trwała 2 lata (w projekcie przewidziano 3-letni plan studiów).
W Instytucie powstawały programy nauczania, podręczniki, poradniki metodyczne z zakresu prac ręcznych i pomoce dydaktyczne. Placówka pełniła funkcję centrum metodycznego i ośrodka instruktorskiego. W Instytucie wypracowano polskie metody nauczania prac ręcznych, odchodząc od wzorów skandynawskiego slojdu. Przy Instytucie zorganizowano Wyższe Kursy Nauczycielskie (WKN), przygotowujące kadry pedagogiczne dla szkół powszechnych.
Przed II wojną światową Instytut współpracował z zagranicznymi uczelniami podobnego typu, brał udział w wystawach krajowych i zagranicznych, prezentując polski system nauczania prac ręcznych. Uczelnia była odwiedzana przez gości krajowych i zagranicznych. Dorobek PIRR stanowi istotny element w historii oświaty polskiej. W związku z potrzebą kształcenia nauczycieli wszystkich przedmiotów organizowano studia nauczycielskie i szkolenia w ośrodkach metodycznych. 
Przy Instytucie działało Towarzystwo Miłośników Robót Ręcznych, skupiające wykładowców, słuchaczy, absolwentów Instytutu oraz nauczycieli robót ręcznych. Towarzystwo, zainicjowane przez Władysława Przanowskiego, wydawało kwartalnik metodyczny „Praca Ręczna w Szkole”.

## Historia

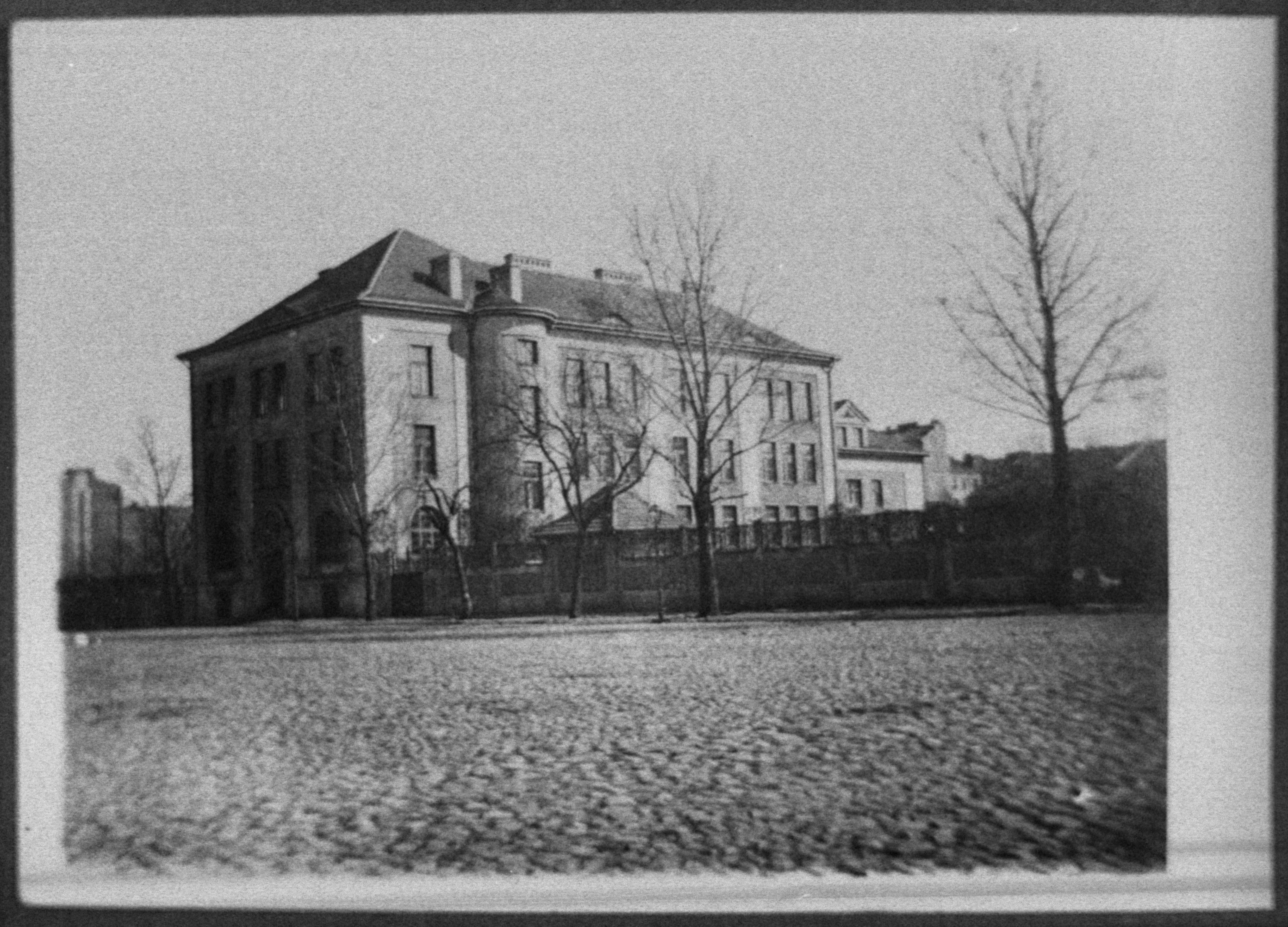
Siedziba PIRR-u w budynku przy ul. Górczewskiej 8 w Warszawie, ok. 1920 r. Widok od strony placu Siennego

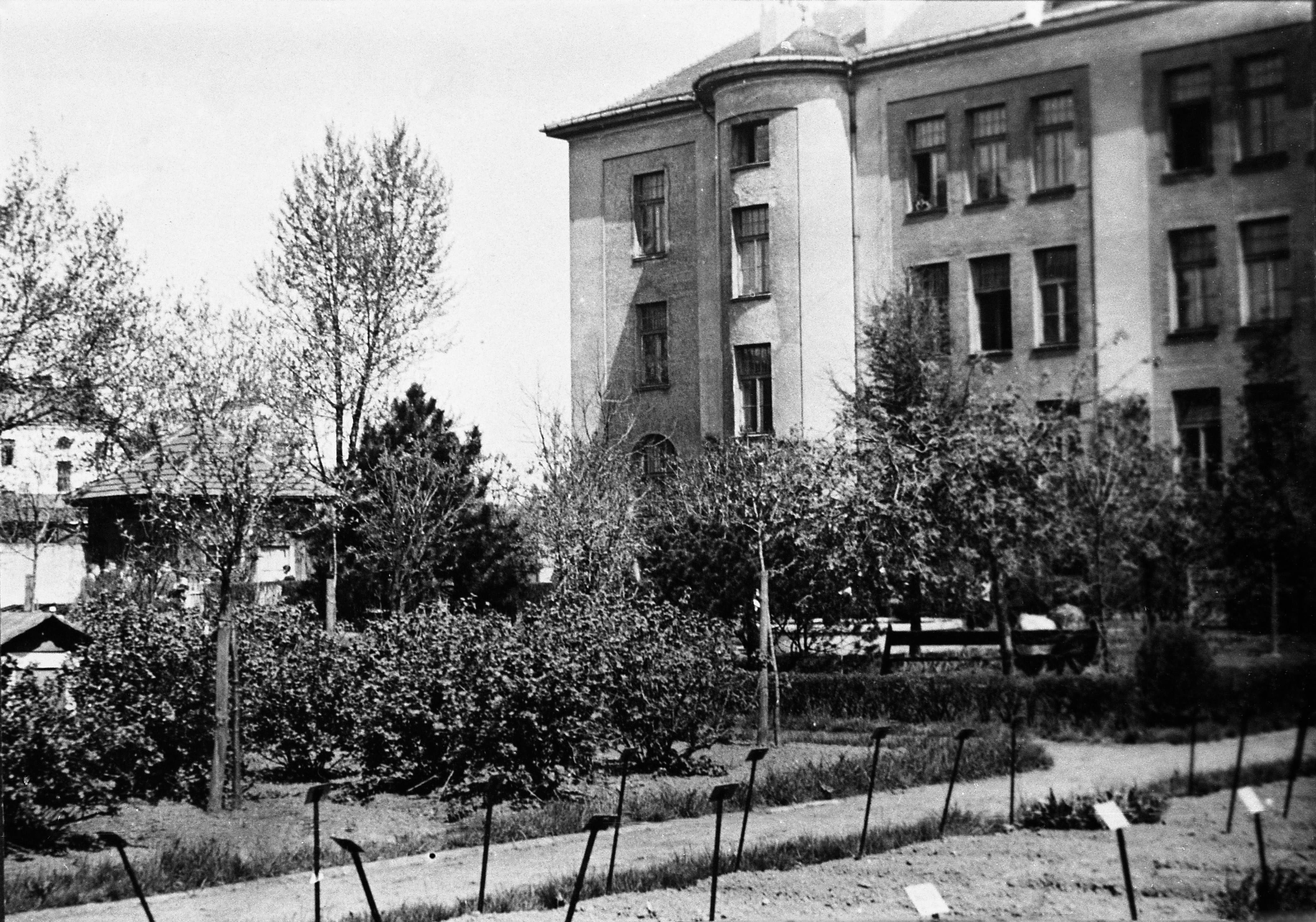
Ogród przed budynkiem PIRR-u w Warszawie przy ul. Górczewskiej 8. Wiosna 1930 r.

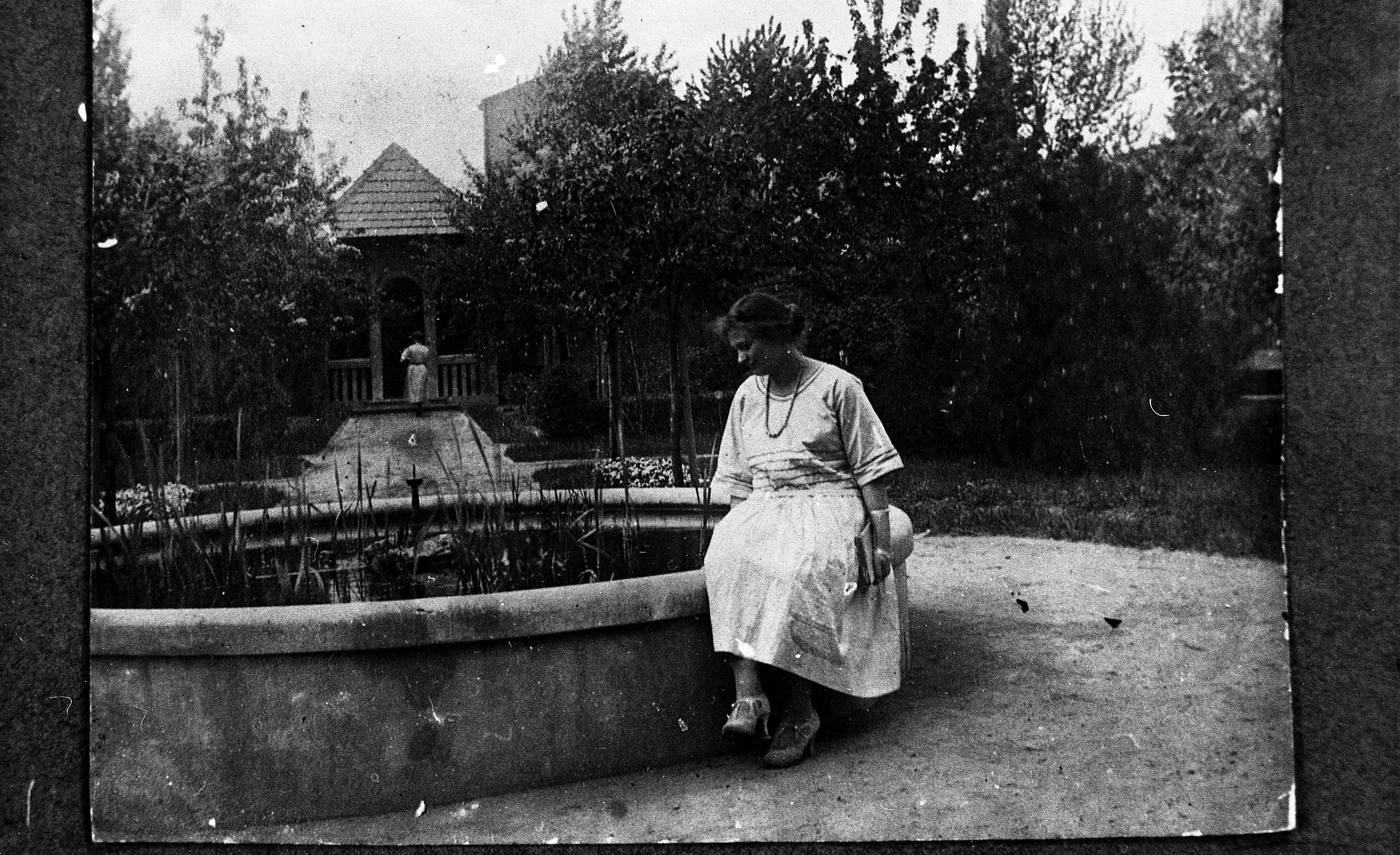
Fontanna ze złotymi rybkami w ogrodzie PIRR-u (przed budynkiem Instytutu w Warszawie przy ul. Górczewskiej 8)

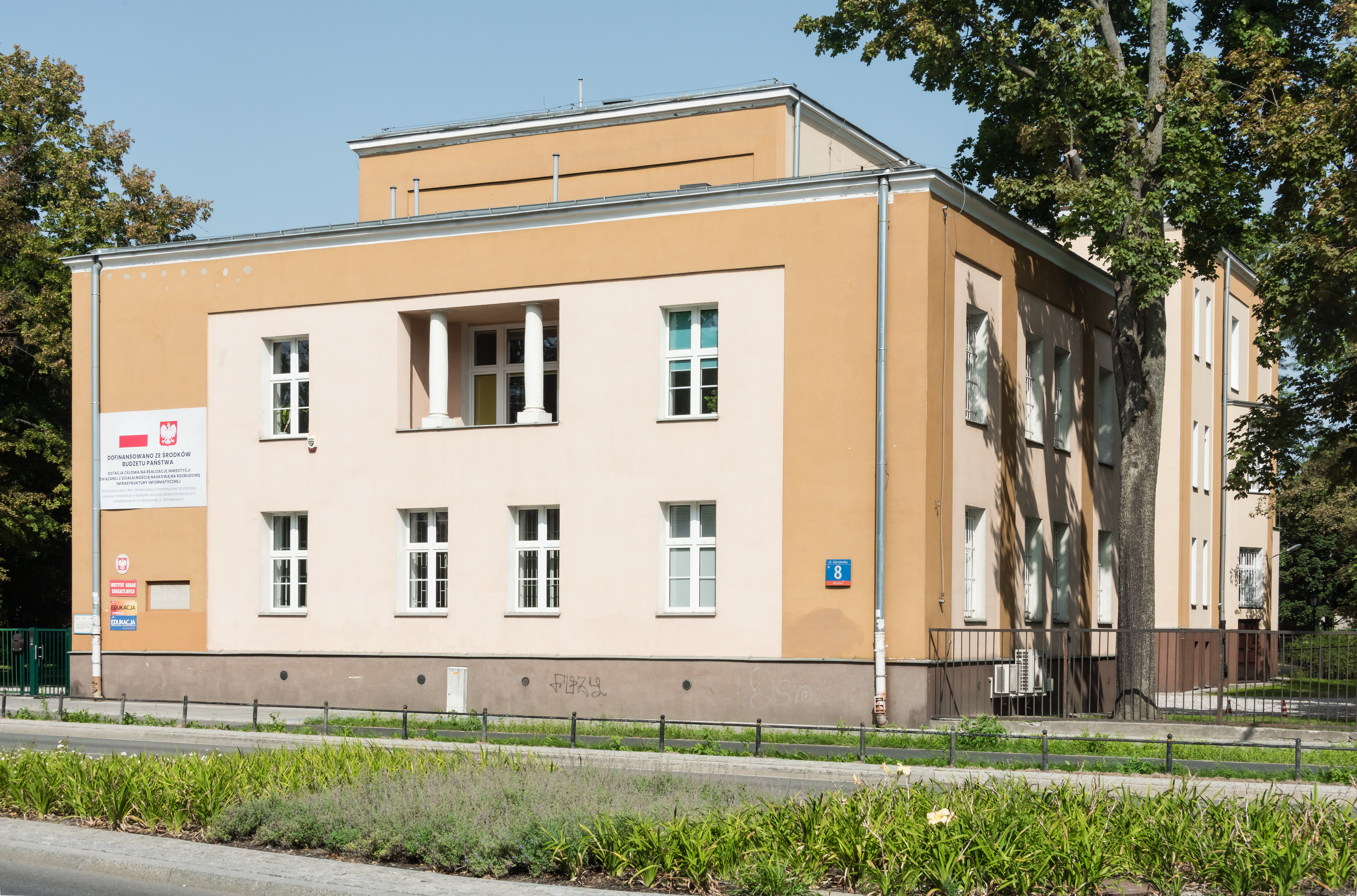
Dawny budynek Państwowego Instytutu Robót Ręcznych na ul. Górczewskiej 8 w Warszawie

Instytut powstał z przekształcenia Kursów Robót Ręcznych, zorganizowanych przez Władysława Przanowskiego i działających pod jego kierunkiem do 1923. W 1923 Kursy zostały upaństwowione i otrzymały nazwę Państwowy Instytut Robót Ręcznych. Po śmierci Władysława Przanowskiego dyrektorem został Stanisław Malec. Instytut zlikwidowany w 1939, działał dalej w konspiracji (prawdopodobnie kierował nim wówczas Zygmunt Andrzejewski). Powojenny PIRR rozpoczynał rekrutację w Warszawie, a dyrektorem został Wiktor Ambroziewicz. Pierwsze powojenne zebranie Rady Pedagogicznej Instytutu odbyło się 26 marca 1945 w Łodzi. Z Łodzi PIRR przeniósł się do Bielska, gdzie miał siedzibę aż do likwidacji w lipcu 1950. Zarządzenie Ministra Oświaty z dnia 27 lipca 1946 r. nadało Instytutowi nazwę Państwowy Instytut Robót Ręcznych im. Władysława Przanowskiego w Warszawie z siedzibą w Bielsku. 
W 1979, z okazji przygotowań do setnej rocznicy urodzin Przanowskiego, powstało Koło im. Władysława Przanowskiego przy Towarzystwie Przyjaciół Warszawy, Oddział Mokotów. Zrzeszało ono nauczycieli i sympatyków idei wychowania przez pracę. Jako główne zadanie swej działalności przyjęto utrwalanie pamięci o nauczycielach i absolwentach PIRR oraz przede wszystkim starania o zorganizowanie szkoły wyższej, która nie tylko kształciłaby nauczycieli, lecz także byłaby ośrodkiem skupiającym i koordynującym prace badawcze. W 1994 Koło przeniosło swą działalność do struktur Polskiego Towarzystwa Nauczycieli.
Instytutowi, jego twórcom i absolwentom poświęcona była wystawa pt. O kształceniu rąk opowieść PIRR (1923−1950) w Muzeum Woli (Oddział Muzeum Historycznego Miasta Stołecznego Warszawy, od kwietnia 2014 Muzeum Warszawy) w roku 1992/93, a także fragment wystawy Albumy szkolne w Królikarni (Oddział Muzeum Narodowego) – 1985/86.
Od wiosny 1994 Dzielnica Wola ma ulicę nazwaną imieniem Przanowskiego (pomiędzy Mroczną i Szańcową). Obecnie budynek przy ul. Górczewskiej 8 mieści Instytut Badań Edukacyjnych. Tradycje gmachu przypomina tablica (odsłonięta 3 lutego 1963 na wniosek Zjazdu PIRR-owców).

### Dyrektorzy
Kolejnymi dyrektorami Instytutu byli (i jednocześnie wykładowcami):
- Władysław Przanowski (w latach 1923−1937),
- Stanisław Malec (w latach 1937−1939),
- Wiktor Ambroziewicz (w latach 1945−1950).

### Wykładowcy

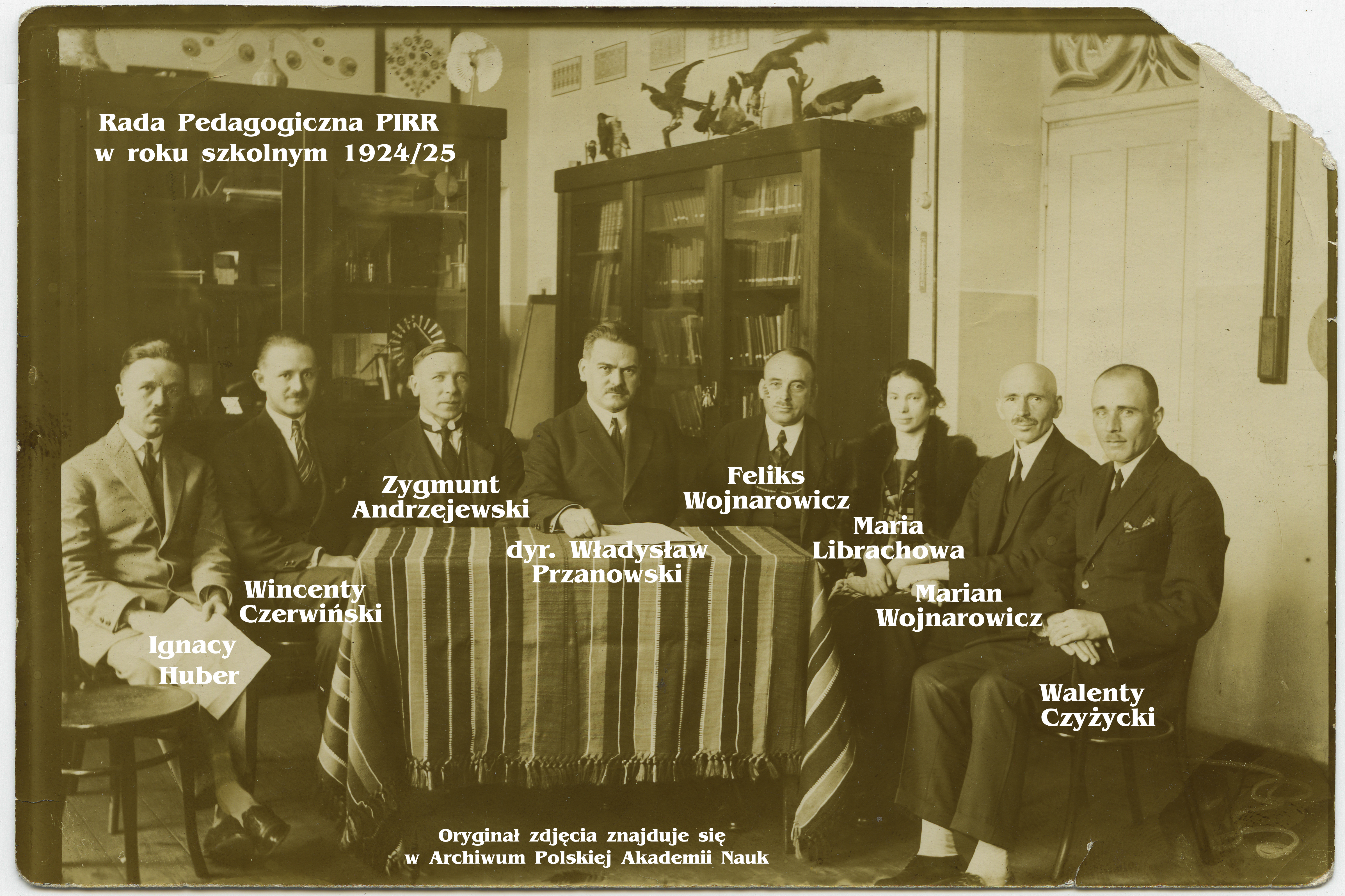
Rada Pedagogiczna PIRR w roku szkolnym 1924/25. Na zdjęciu od lewej: Ignacy Huber, Wincenty Czerwiński, Zygmunt Andrzejewski, dyr. Władysław Przanowski, Feliks Wojnarowicz, Maria Librachowa, Marian Wojnarowicz, Walenty Czyżycki

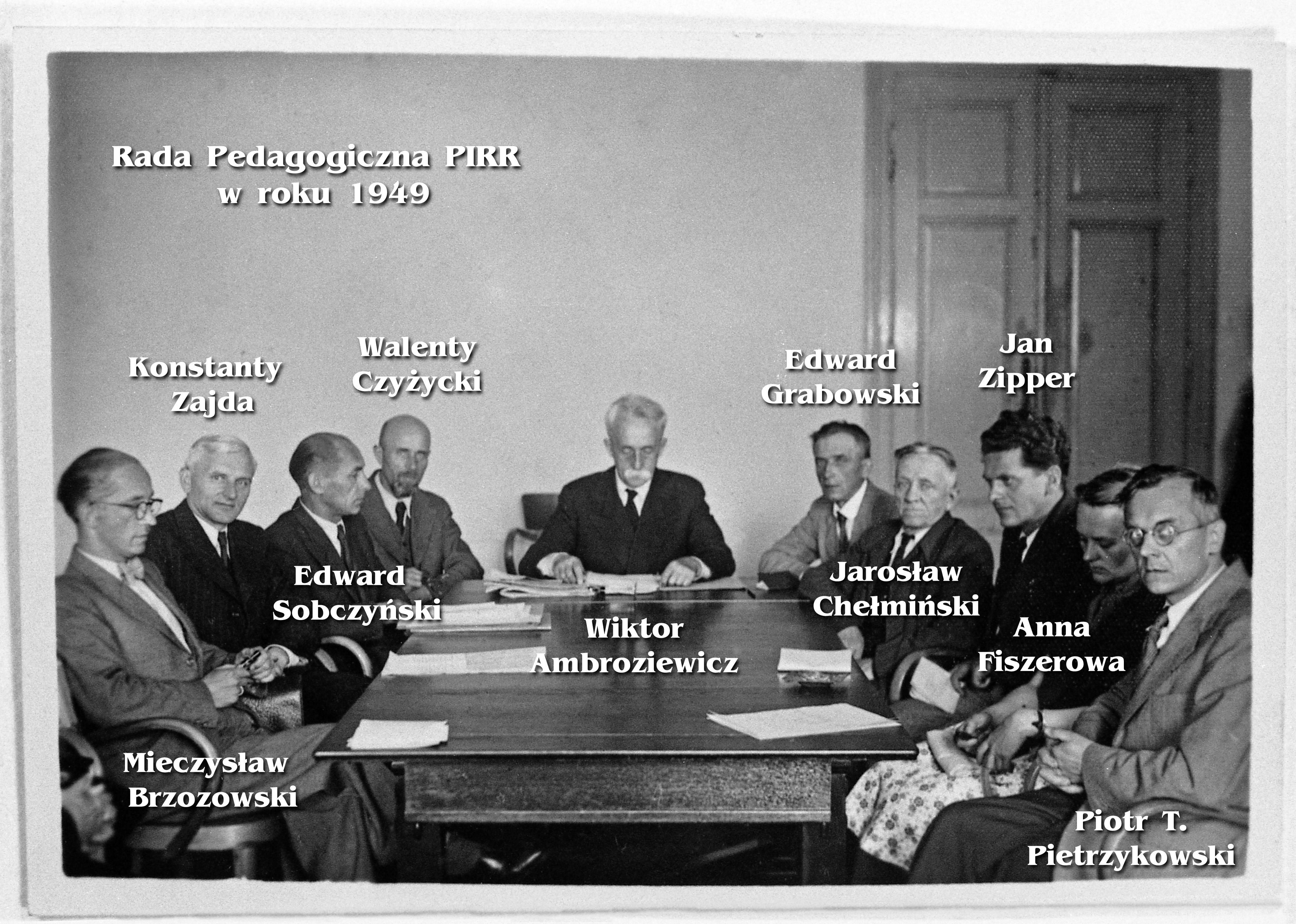
Rada Pedagogiczna PIRR w roku 1949. Na zdjęciu od lewej: Mieczysław Brzozowski, Konstanty Zajda, Edward Sobczyński, Walenty Czyżycki, Wiktor Ambroziewicz, Edward Grabowski, Jarosław Chełmiński, Jan Zipper, Anna Fiszerowa, Piotr Tadeusz Pietrzykowski

- Zygmunt Andrzejewski[2] − wicedyrektor do 1948
- Maria Blombergh-Mrozowska
- Nina Bobieńska
- Dyjonizy Bojarunas
- Mieczysław Brzozowski
- Jarosław Chełmiński − nauczyciel fizyki, pierwszy dyrektor II Gimnazjum Miejskiego im. Kochanowskiego w Warszawie, przy ul. Rozbrat
- Bolesław Czarkowski
- Maria Czechowska
- Wincenty Czerwiński
- Walenty Czyżycki
- Jan Czyżykowski
- Wiktoria Dybowska − bibliotekarka
- Anna Ciecierska-Fiszerowa
- Jadwiga Frankiewicz
- Edward Grabowski
- Ignacy Huber
- Adam Koziana
- Tadeusz Kruszewski
- Maria Librachowa
- Aleksander Ligaszewski
- Stefan Lipski
- Adela Łabuzowa
- Jan Łabuz
- Józef Mazurek
- Stanisław Noakowski
- Maria Ossowska
- Zofia Patkowska
- Aleksander Pauly
- Piotr Tadeusz Pietrzykowski
- Włodzimierz Puchalski
- Wacław Radwan
- Jan Rafalski
- Hanna Lubicz-Sadowska
- Roman Schneider
- Jan Skawiński
- Zofia Słobodzian
- Edward Sobczyński
- Kazimierz Stabrowski
- Eleonora Stanisławska
- Tadeusz Szadeberg
- Stanisław Szpineter
- Czesław Ścislowski
- Antoni Tomczak
- Maria Vogelsang-Soczyńska
- Józef Włodarski
- Feliks Wojnarowicz
- Marian Wojnarowicz
- Władysław Wołkowski
- Antoni Wójtów
- Kazimierz Zacharkiewicz
- Konstanty Zajda
- Franciszek Zawadzki
- Jan Zipper
- Jan Bogdanowicz (lekarz) – od 1949 profesor Uniwersytetu Warszawskiego, później Akademii Medycznej w Warszawie